# اسنشل
اسنشل (انگلیسی: Ascential) شرکت انتشارات بریتانیایی است، که در سال ۱۹۴۷ تأسیس شد.